# Dd (Unix)
Ü
dd  es un programa de la familia de los sistemas operativos Unix y una orden POSIX, que permite copiar y convertir datos de archivos a bajo nivel.
Es generalmente usado para realizar operaciones avanzadas sobre dispositivos o archivos, como pueden ser:
- Transferencias de datos específicos.
- Copias de seguridad de la información «en crudo» (raw data).
- Conversión de algunas codificaciones soportadas y/o caracteres predefinidos.[1]

## Descripción
Es importante señalar que, en sistemas operativos Unix, cualquier dispositivo se trata y gestiona como un archivo.
Por tanto, la orden dd puede ser utilizada con diversos dispositivos y volúmenes (particiones), más allá de los archivos propiamente dichos.
Según la especificación POSIX, dd copia el archivo indicado como origen (if, del inglés input file) en el archivo indicado como destino (of, de output file), teniendo en cuenta la conversión de los datos (conversion) y el tamaño de bloque requerido (bs, de block size). Si no se hubiera especificado el origen o el destino, dd por defecto utilizaría la entrada o la salida estándar, respectivamente, para llevar a cabo la operación.
Si se ha especificado el tamaño de bloque a transferir (mediante el parámetro bs) y no se ha indicado conversión alguna salvo noerror, notrunc o sync, se procede a la lectura, bloque por bloque, del archivo origen, y a su correspondiente escritura en el destino. El tamaño del bloque a escribir es idéntico al del bloque leído, salvo que se indique la conversión sync, en cuyo caso se procede a rellenar con ceros el bloque de destino. Si no se utiliza sync, el último bloque escrito puede ser de tamaño inferior al resto.
Por último, en caso de que no se haya especificado un tamaño de bloque, dd usa 512 bytes como tamaño por defecto.

## Modo de uso
La invocación de la orden dd tiene el siguiente formato:
```
 
dd
 
[
PARÁMETRO
]
 
...

```

Los principales parámetros son:
if=origenLee desde el archivo indicado como origen. Por defecto lee de la entrada estándar.
of=destinoEscribe al archivo indicado como destino. Por defecto escribe en la salida estándar.
ibs=NLee N bytes del archivo origen.
obs=NEscribe N bytes en el archivo destino.
bs=NLee y escribe N bytes. Alternativa a usar ibs y obs con un mismo valor.
cbs=NEstablece en N bytes al tamaño del bloque de conversión para block y unblock.
skip=NSe salta N bloques del archivo origen antes realizar la operación de copiado. El tamaño del bloque es indicado por ibs.
seek=NSe salta N bloques del archivo destino antes realizar la operación de copiado. El tamaño del bloque es indicado por obs.
count=NCopia N bloques del archivo origen, en vez de procesar hasta el final. El tamaño del bloque es indicado por ibs.
conv=modo[, modo,...]Realiza las operaciones de conversión, según se indique. Se puede indicar más de una conversión, separándolas por comas.
Conversiones soportadas:
asciiConvierte los caracteres EBCDIC a ASCII.
ebcdicConvierte los caracteres ASCII a EBCDIC.
ibmConvierte los caracteres ASCII al EBCDIC de IBM.
lcaseIntercambia las mayúsculas por minúsculas.
ucaseIntercambia las minúsculas por mayúsculas.
swabIntercambia cada par de bytes de la entrada. Para el caso especial del último byte, este se copia directamente.
noerrorNo se detiene el proceso ante errores de lectura en el origen.
notruncNo se trunca el archivo utilizado como destino.
syncRellena cada bloque leído con ceros, hasta el tamaño determinado por ibs.
blockRellenar con espacios en blanco la línea leída, hasta el tamaño indicado por cbs. Reemplaza el carácter de nueva línea por espacios, convirtiendo la línea en un bloque (o registro).
unblockReemplazar los últimos espacios en blanco por un carácter de salto de línea del registro leído, que posea el tamaño indicado por cbs. Realiza la operación inversa a block.

## Usos
Dada la naturaleza de la instrucción dd de operar a bajo nivel (bytes), es posible utilizarlo para diversos fines.

### Eliminación de datos
Se realiza un formateo a medio nivel (sustituir todos los bits del disco archivo o carpeta por 0) mediante (con permisos de root) 
```
 
dd
 
if
=
/dev/zero
 
of
=
/<archivo,
 
directorio
 
o
 
disco
 
a
 
borrar>

```

Sin embargo esto deja abierta la posibilidad de leer los datos presentes antes del borrado en el disco mediante métodos avanzados. Si se quiere una protección completa, en lugar de escribir ceros en el disco, se recomienda escribir datos aleatorios utilizando
```
 
dd
 
if
=
/dev/urandom
 
of
=
/<archivo,
 
directorio,
 
o
 
disco
 
a
 
borrar>

```

El generador de números aleatorios urandom funcionará de forma ligeramente diferente en los distintos tipos de sistemas UNIX, por lo que es recomendable verificarlo antes de utilizarlo.

### Creación de unidades USB
Otro de los principales usos de dd es la creación de unidades USB autoarrancables, mediante la sintaxis:
```
 
dd
 
if
=
/<ruta_imagen.iso>
 
of
=
/dev/sdN

```

Donde N es la unidad USB que necesitamos autoarrancar.

### Clonar una partición
Desde el disco /dev/sda partición 1, al disco /dev/sdb partición 1:
```
 
dd
 
if
=
/dev/sda1
 
of
=
/dev/sdb1
 
bs
=
64K
 
conv
=
noerror,sync
 
status
=
progress

```

Si la partición de salida sdb1 en el ejemplo) no existe, dd creará un archivo con este nombre y comenzará a llenar el sistema de archivos raíz.

### Clonar un disco duro completo
Desde el disco /dev/sda al disco /dev/sdb:
```
 
dd
 
if
=
/dev/sda
 
of
=
/dev/sdb
 
bs
=
64K
 
conv
=
noerror,sync
 
status
=
progress

```

Esta orden clonará toda la unidad, incluido el MBR (y, por lo tanto, el cargador de arranque), todas las particiones, UUID y datos.